# بيتيشت

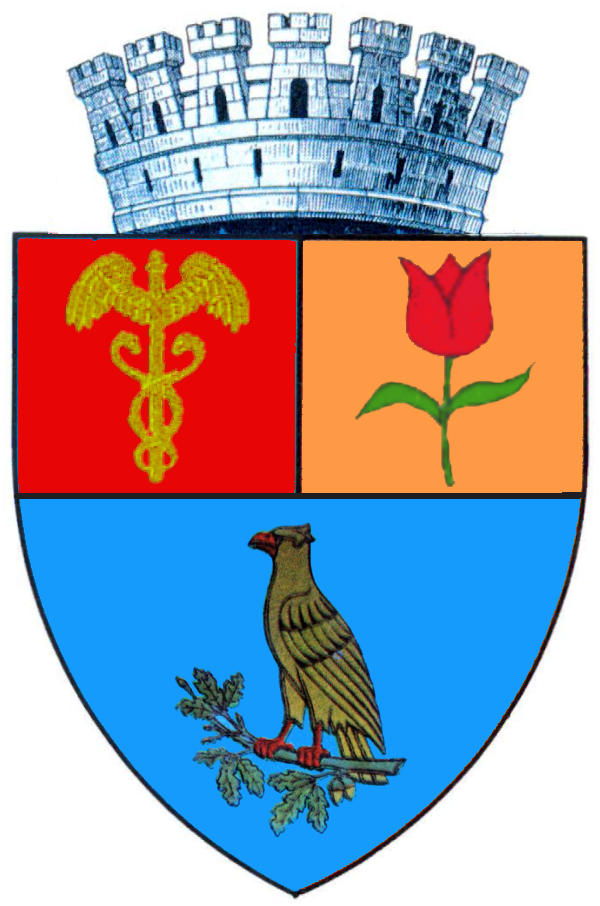
شعار المدينة

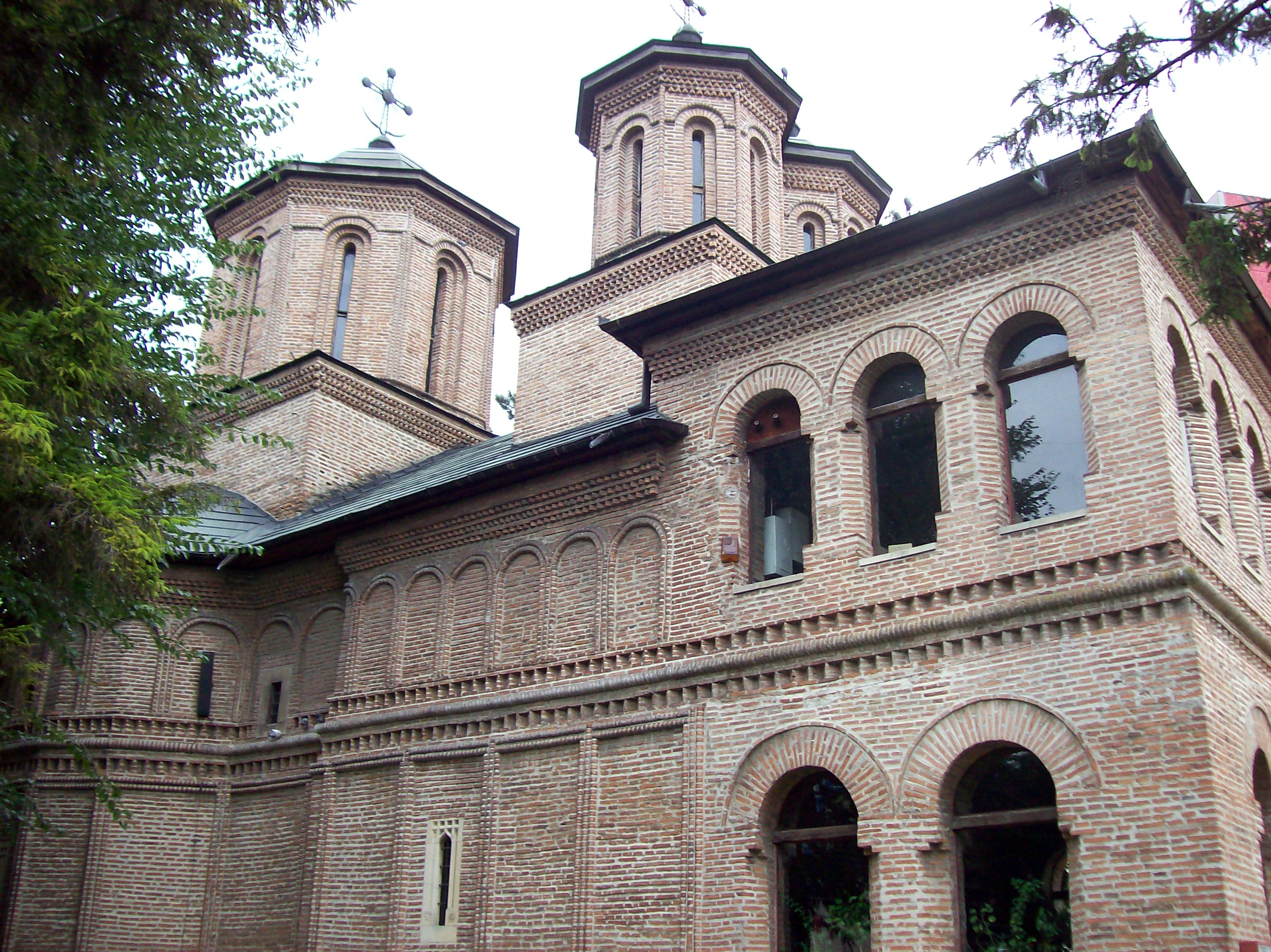
كاتيدرائية القديس غيورغي

مدينة وسط رومانيا (بالرومانية: Piteşti) عاصمة محافظة ارجيش في إقليم مونتينيا على نهر ارجيش. تبعد عن العاصمة بوخارست 108 كم ,عن بلويشت 91 كم وعن سيبيو 118 كم, عدد السكان 171,071 نسمة (2002). تلقب بمدينة التوليب.ويوجد فيها جامعة تضم العديد من الاقسام والكليات، ويتم فيها تدريس اللغة الرومانية للطلاب الاجانب، أو ما يسمى بالسنة التحضيرية التي تسبق تخصص الطالب للدراسة في المجال الذي سوف يكمله.توجد في بيتيست(pitești)محطة للقطار والعديد من الفنادق الفخمة في مركز المدينة، الذي يعتبر قلب المدينة النابض,

## المناخ
يظهر الجدول التالي التغييرات المناخية على مدار السنة لبيتيشت:
| البيانات المناخية لـبيتيشت        | البيانات المناخية لـبيتيشت | البيانات المناخية لـبيتيشت | البيانات المناخية لـبيتيشت | البيانات المناخية لـبيتيشت | البيانات المناخية لـبيتيشت | البيانات المناخية لـبيتيشت | البيانات المناخية لـبيتيشت | البيانات المناخية لـبيتيشت | البيانات المناخية لـبيتيشت | البيانات المناخية لـبيتيشت | البيانات المناخية لـبيتيشت | البيانات المناخية لـبيتيشت | البيانات المناخية لـبيتيشت |
| الشهر                             | يناير                      | فبراير                     | مارس                       | أبريل                      | مايو                       | يونيو                      | يوليو                      | أغسطس                      | سبتمبر                     | أكتوبر                     | نوفمبر                     | ديسمبر                     | المعدل السنوي              |
| --------------------------------- | -------------------------- | -------------------------- | -------------------------- | -------------------------- | -------------------------- | -------------------------- | -------------------------- | -------------------------- | -------------------------- | -------------------------- | -------------------------- | -------------------------- | -------------------------- |
| متوسط درجة الحرارة الكبرى °م (°ف) | 4 (39)                     | 7 (45)                     | 12 (54)                    | 17 (63)                    | 23 (73)                    | 26 (79)                    | 29 (84)                    | 28 (82)                    | 23 (73)                    | 18 (64)                    | 10 (50)                    | 5 (41)                     | 17 (62)                    |
| متوسط درجة الحرارة الصغرى °م (°ف) | −4 (25)                    | −3 (27)                    | 1 (34)                     | 6 (43)                     | 11 (52)                    | 14 (57)                    | 16 (61)                    | 16 (61)                    | 11 (52)                    | 7 (45)                     | 1 (34)                     | −3 (27)                    | 6 (43)                     |
| الهطول مم (إنش)                   | 26.5 (1.04)                | 13.3 (0.52)                | 30.9 (1.22)                | 40.1 (1.58)                | 67.6 (2.66)                | 65.1 (2.56)                | 60.0 (2.36)                | 66.0 (2.60)                | 46.9 (1.85)                | 38.8 (1.53)                | 29.8 (1.17)                | 29.3 (1.15)                | 514.3 (20.24)              |
| المصدر:                           |                            |                            |                            |                            |                            |                            |                            |                            |                            |                            |                            |                            |                            |

## معرض الصور

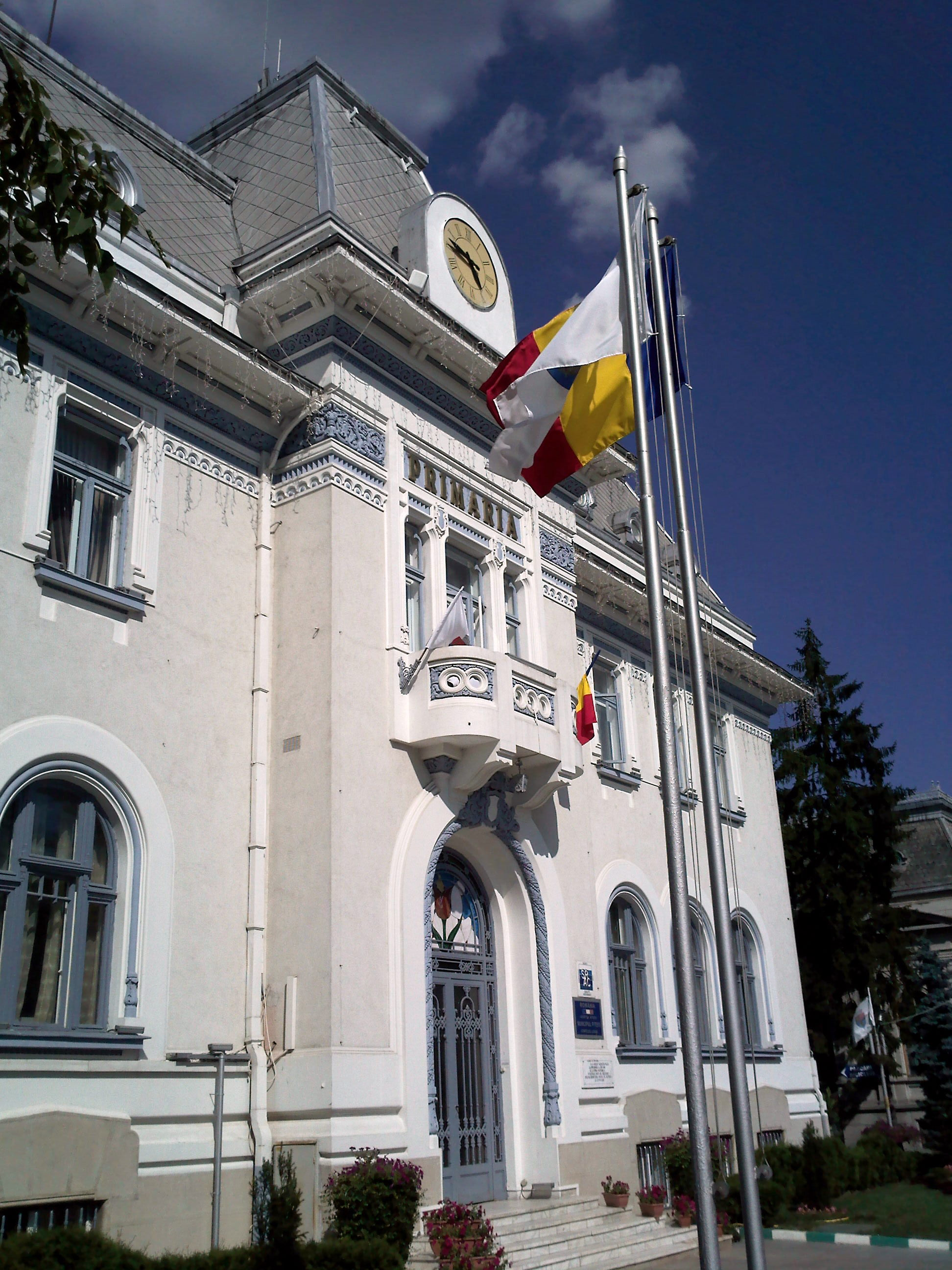
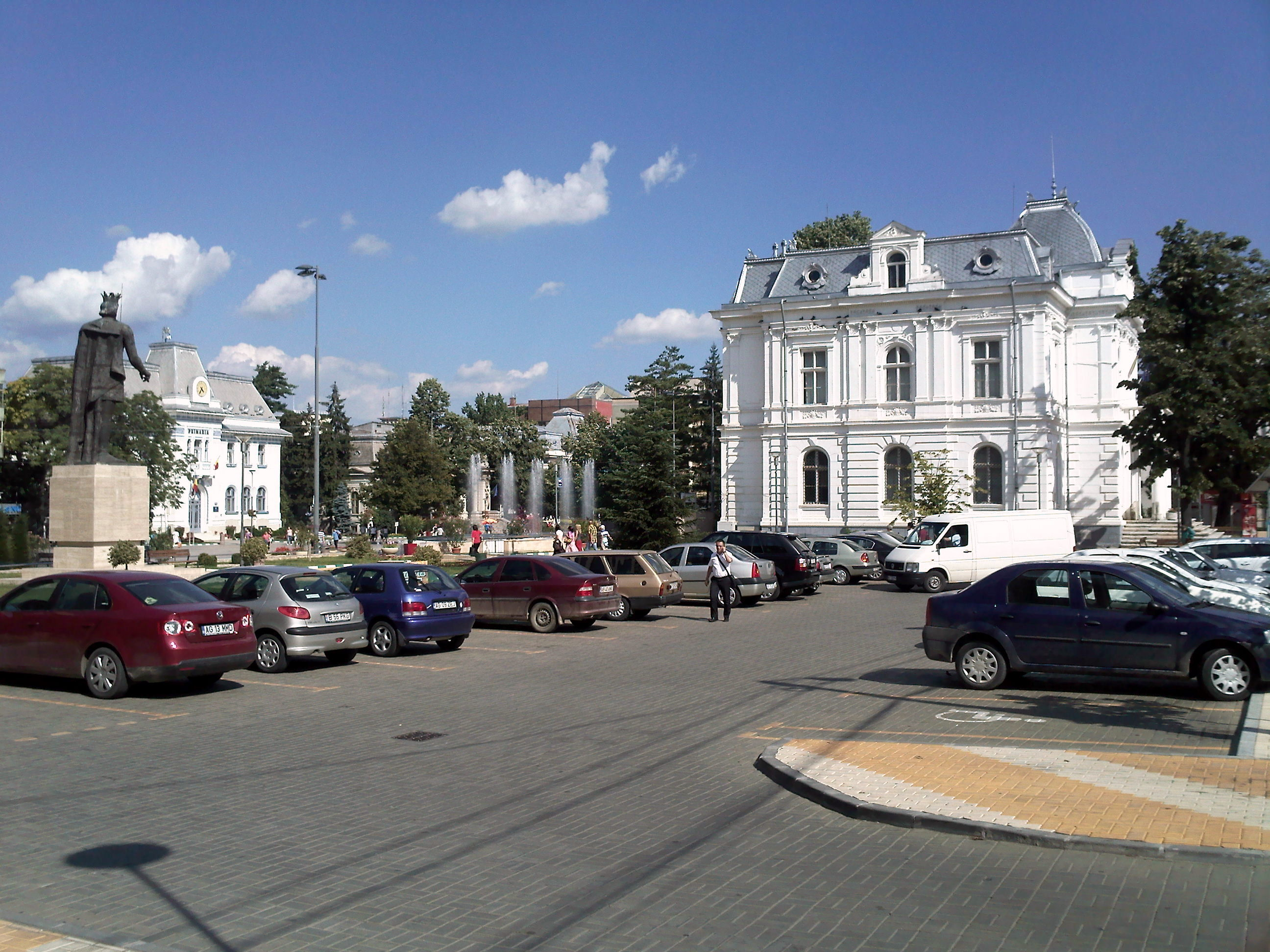
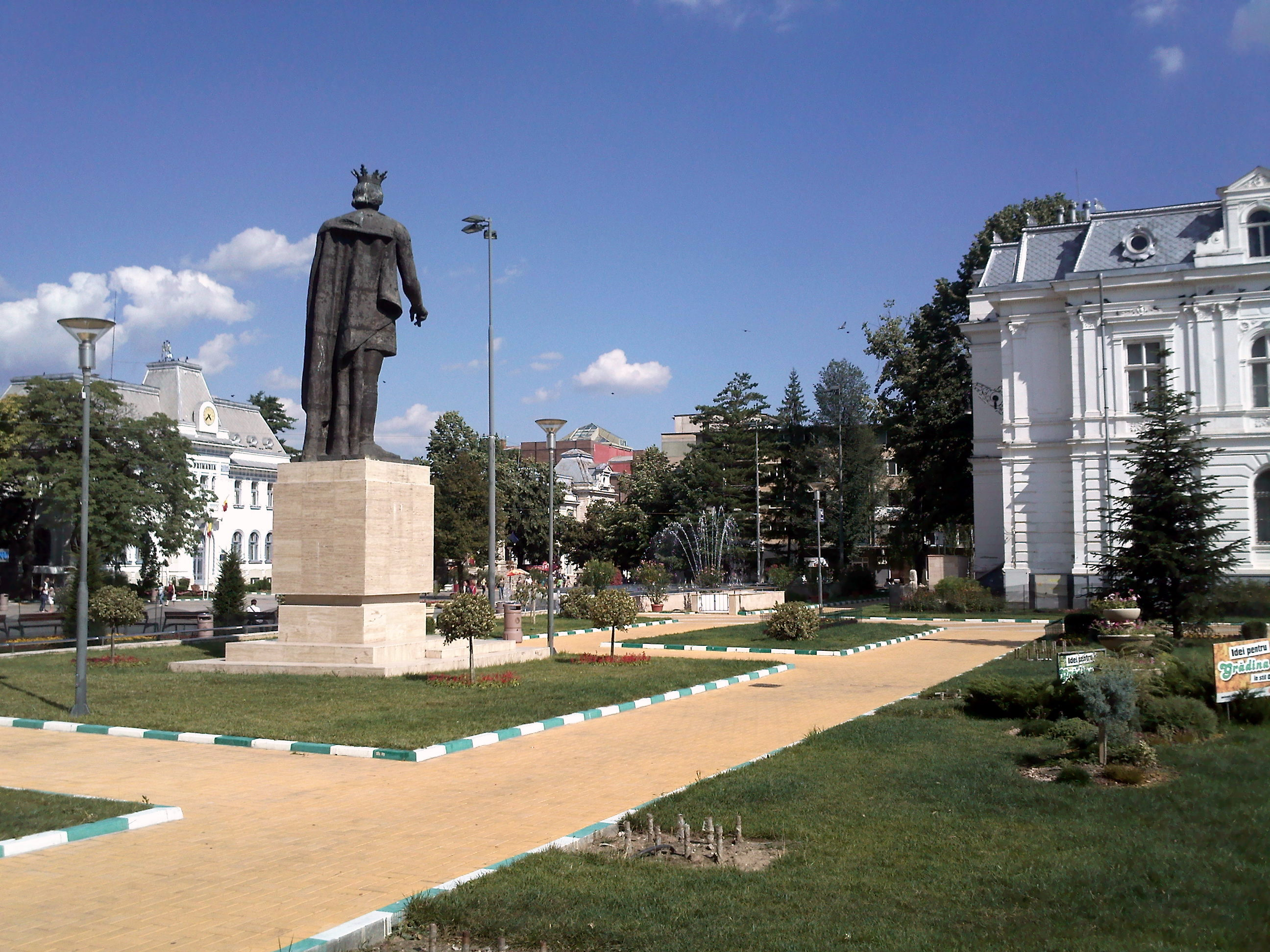
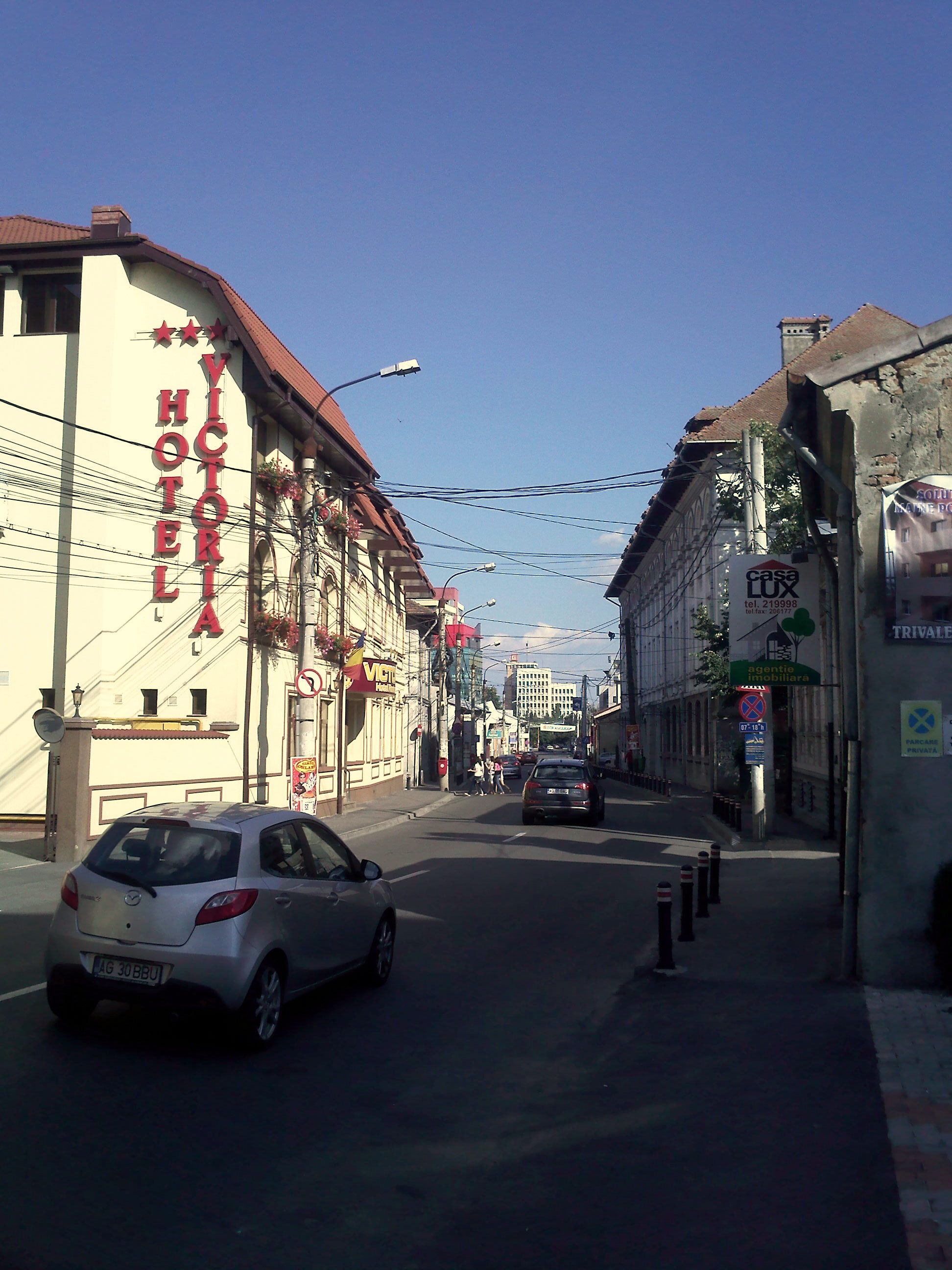
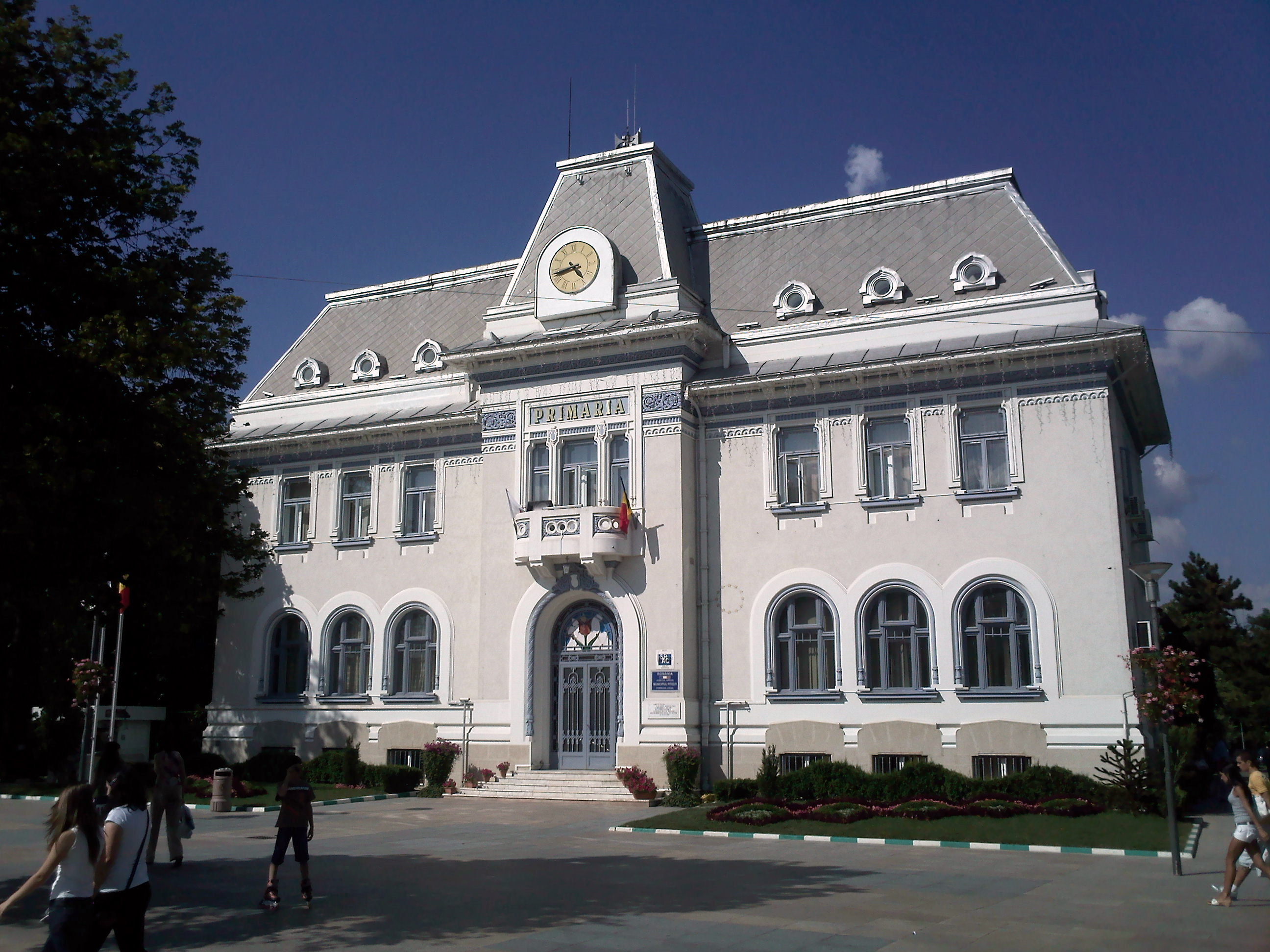
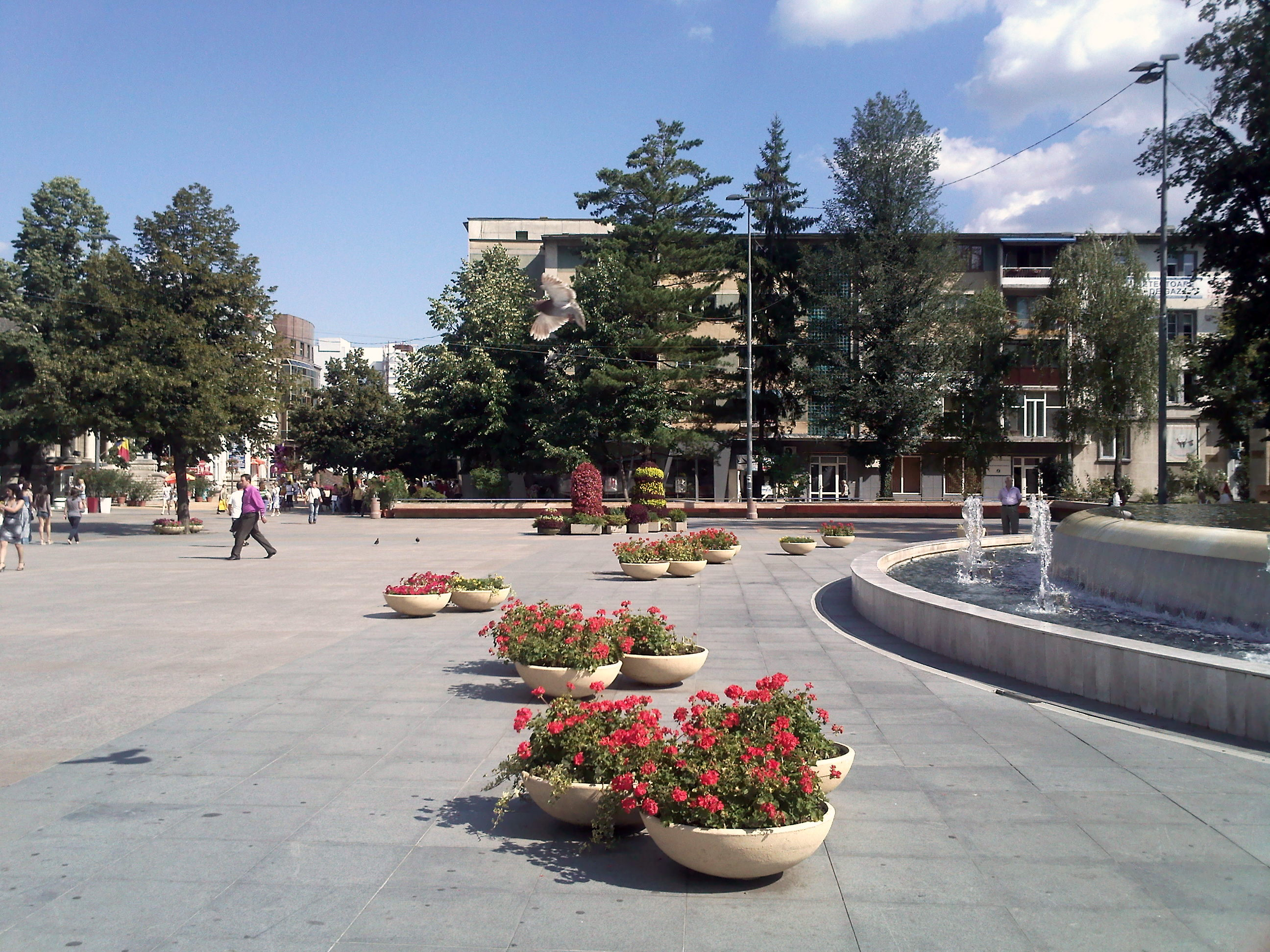
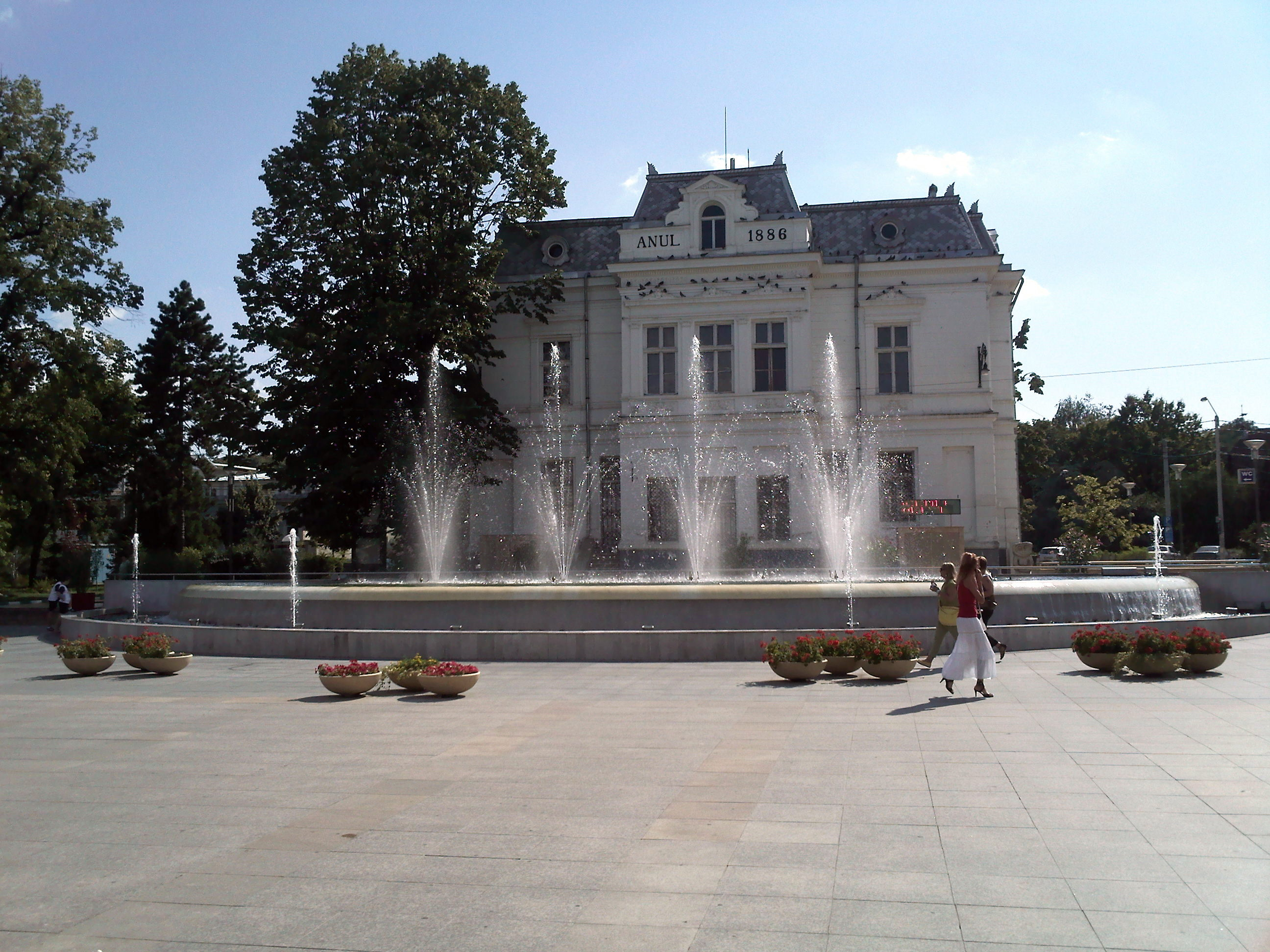
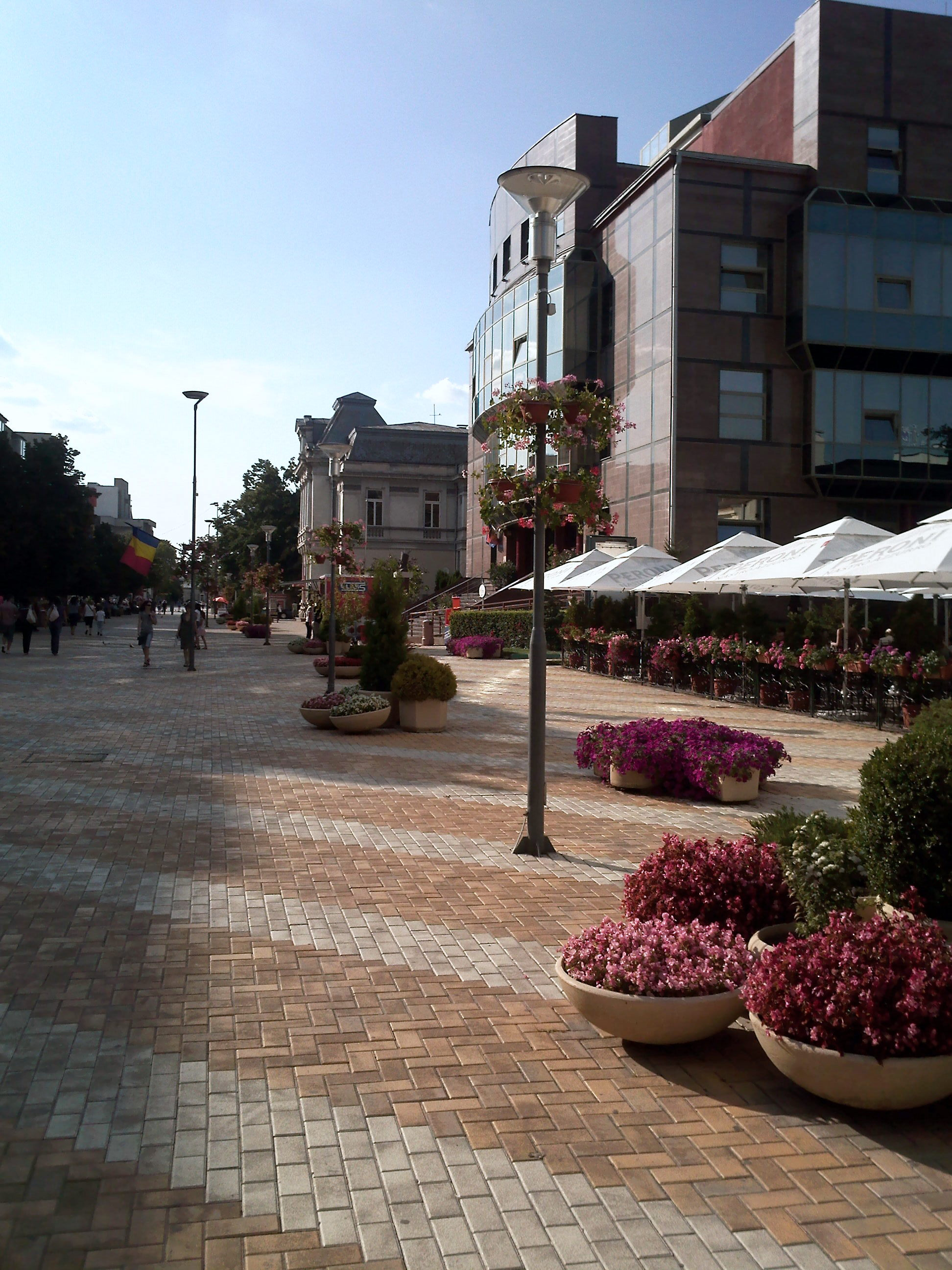
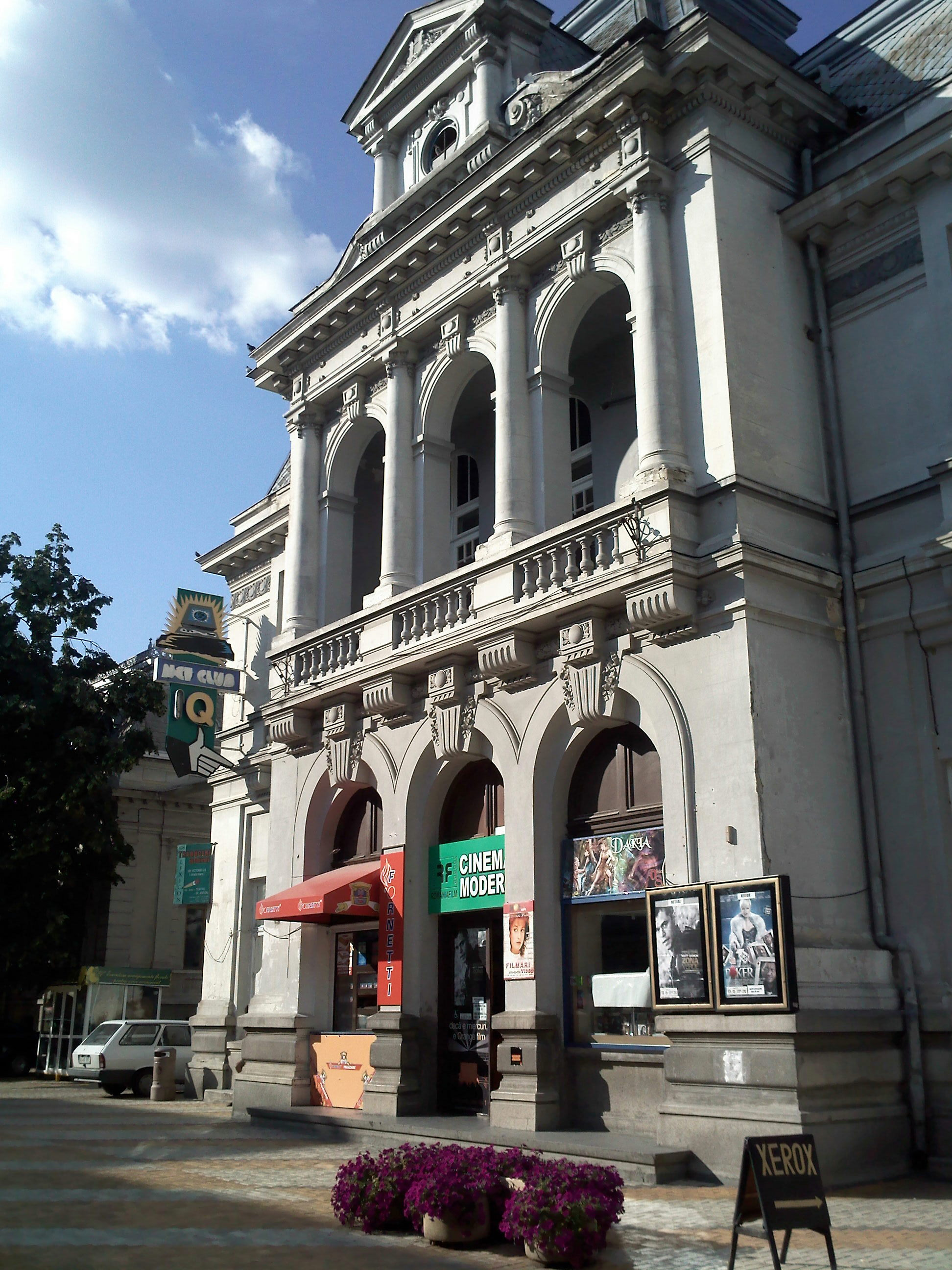
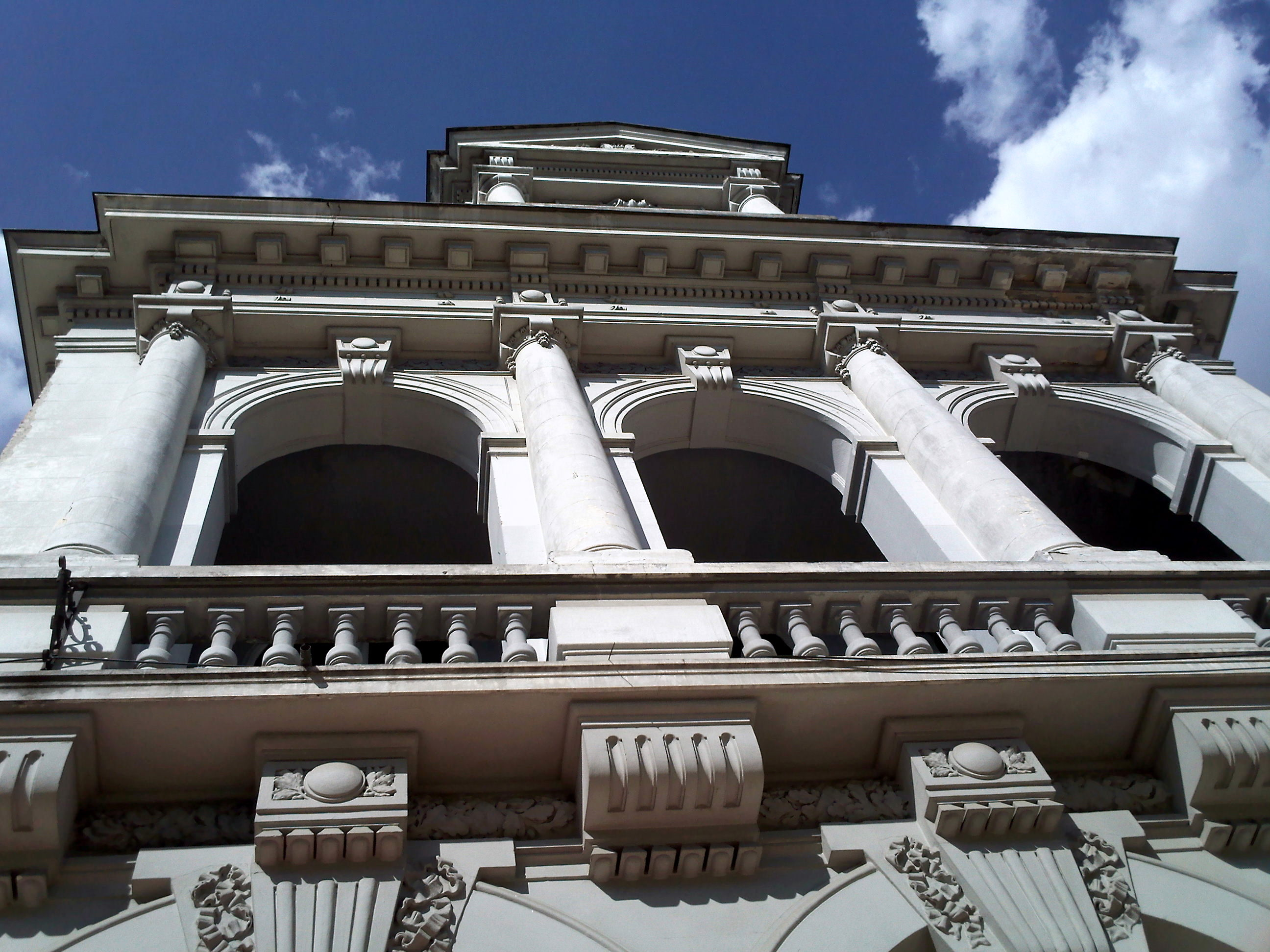
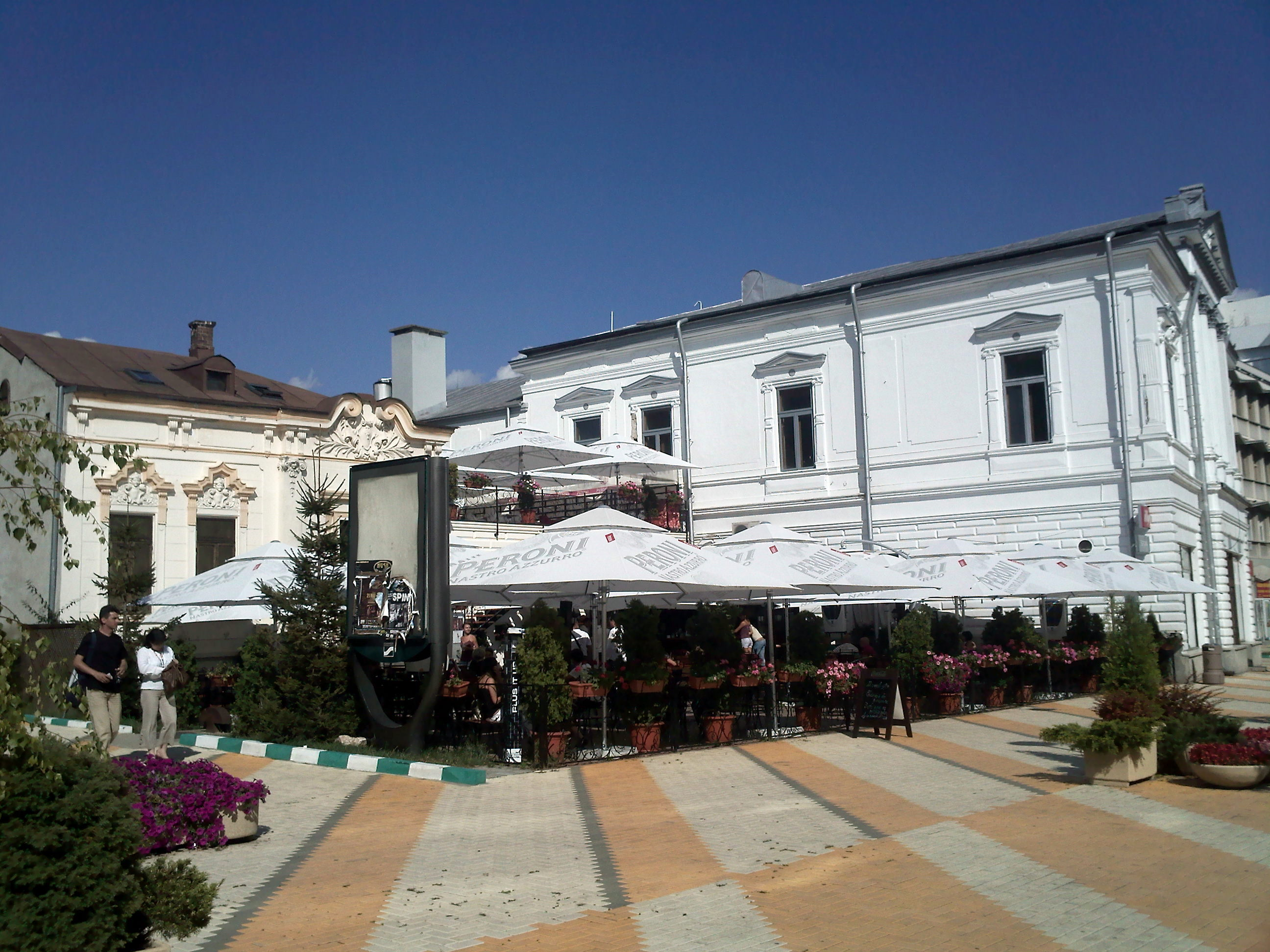
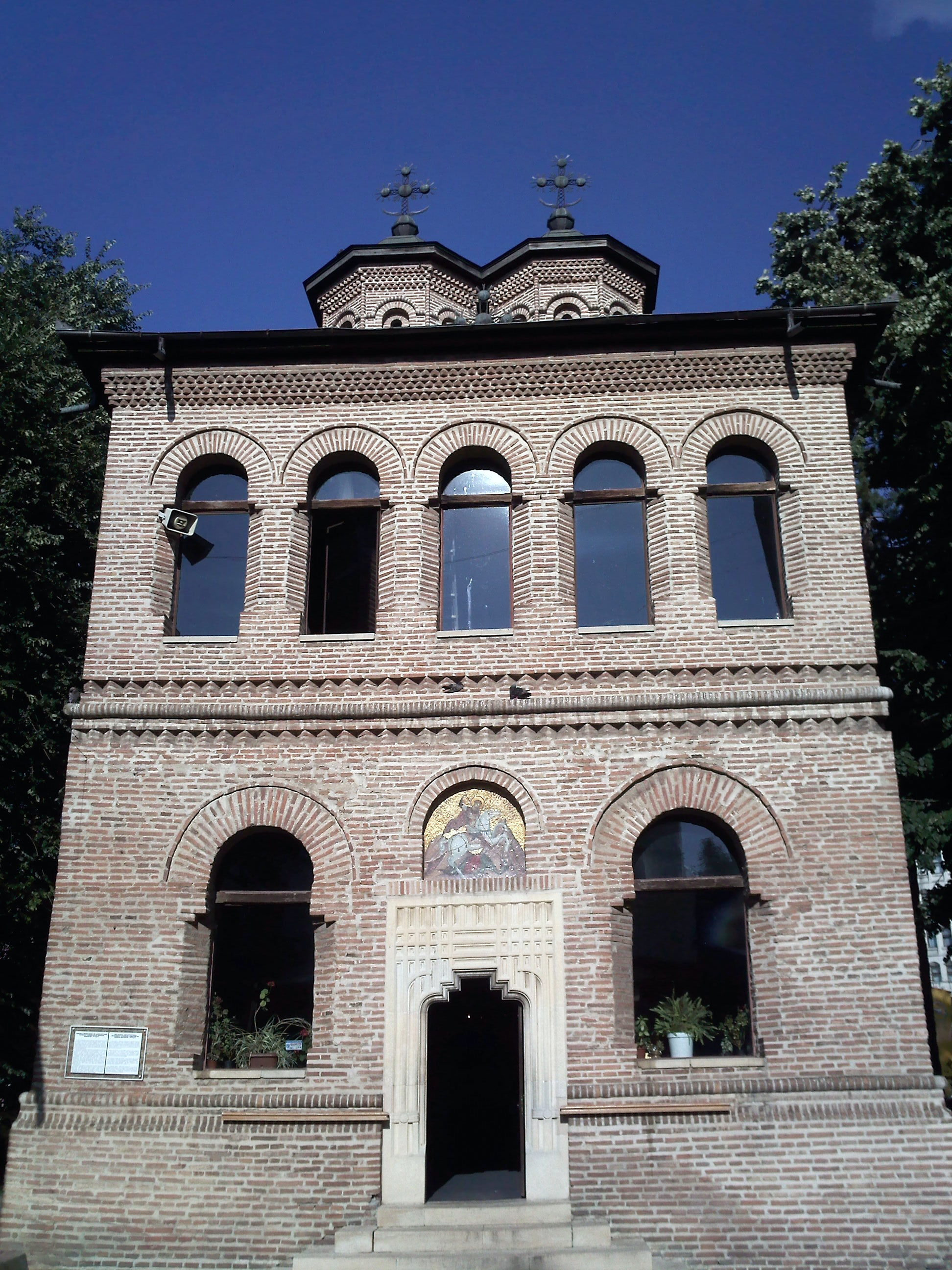
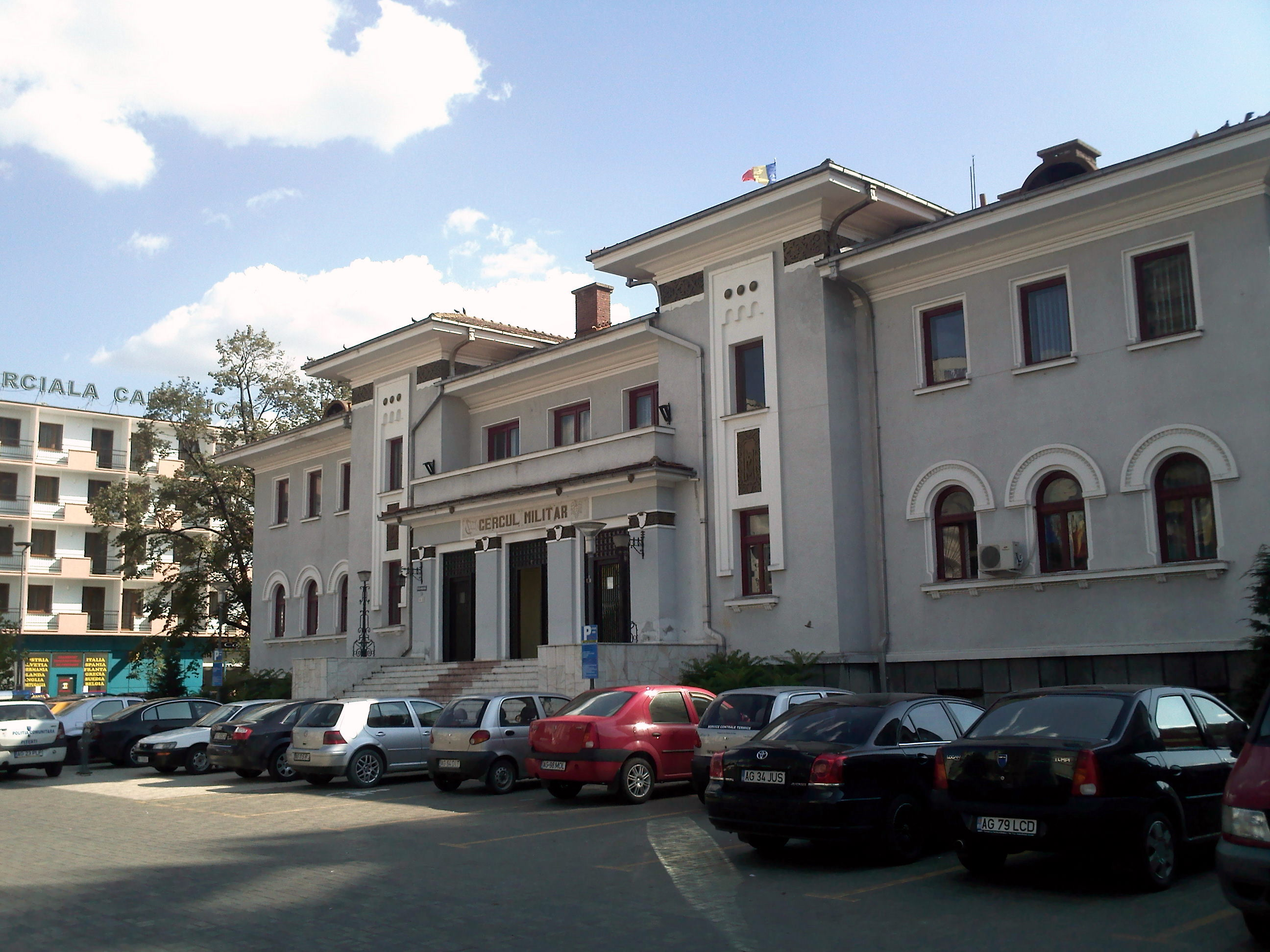
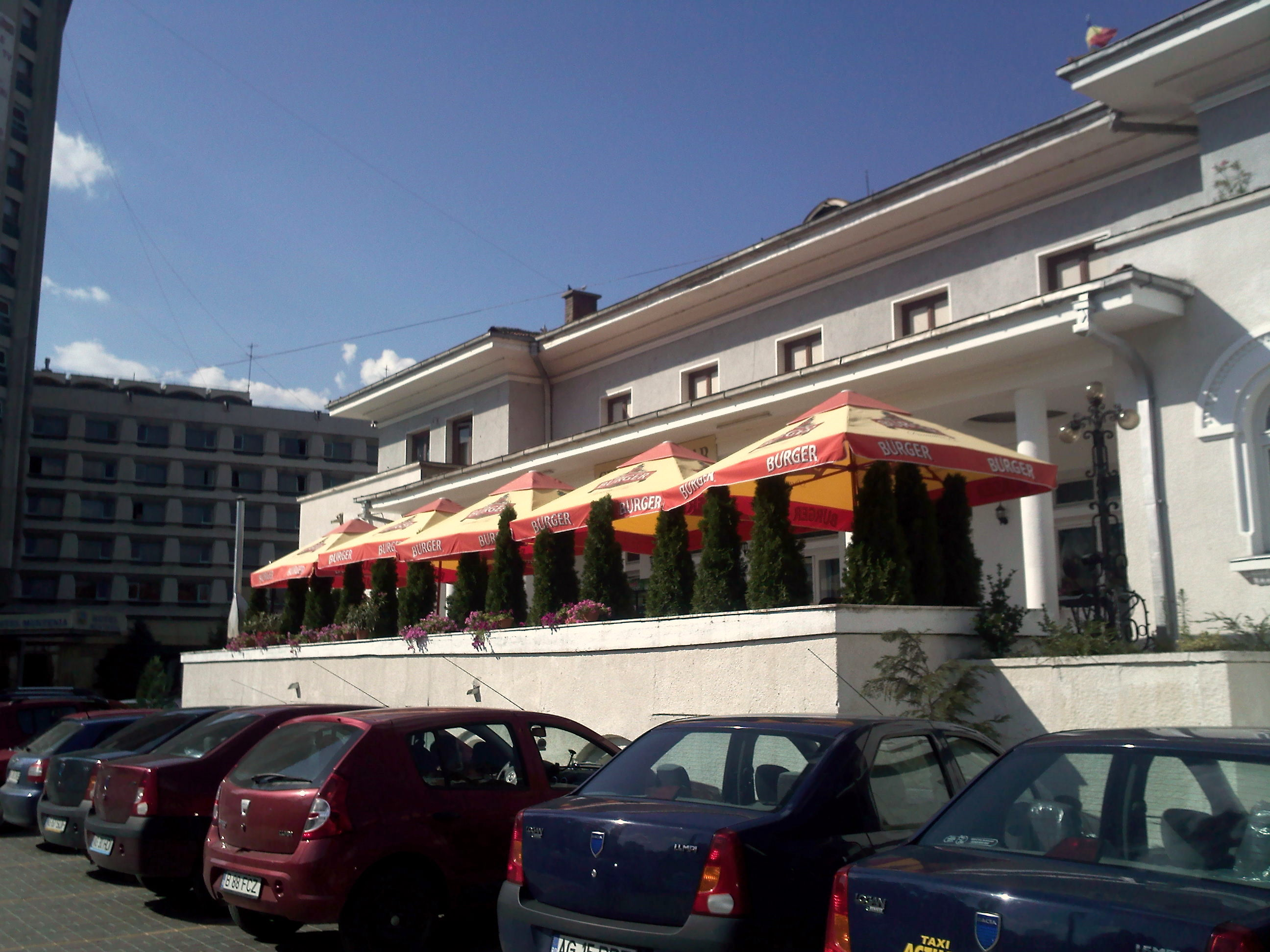
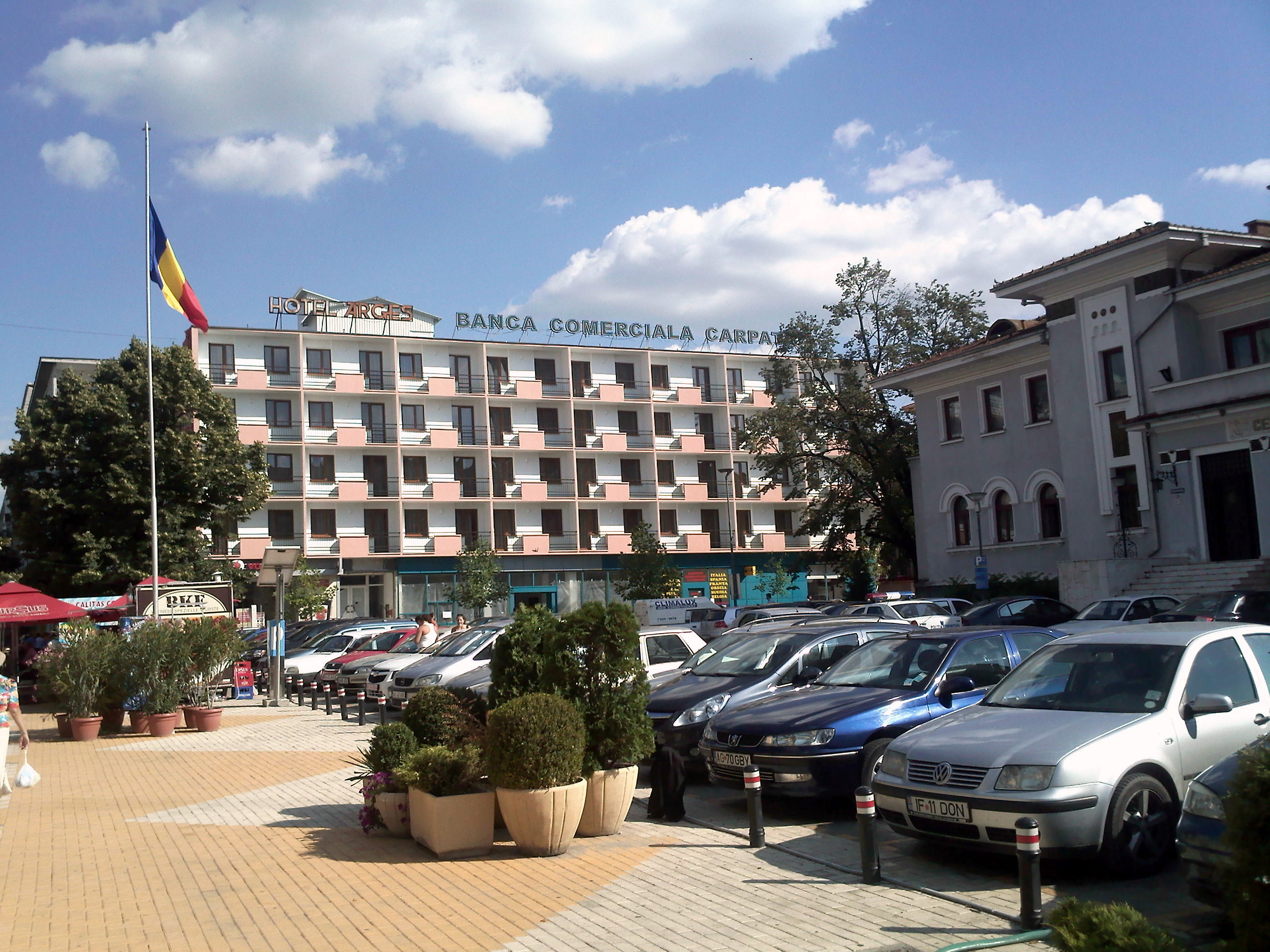
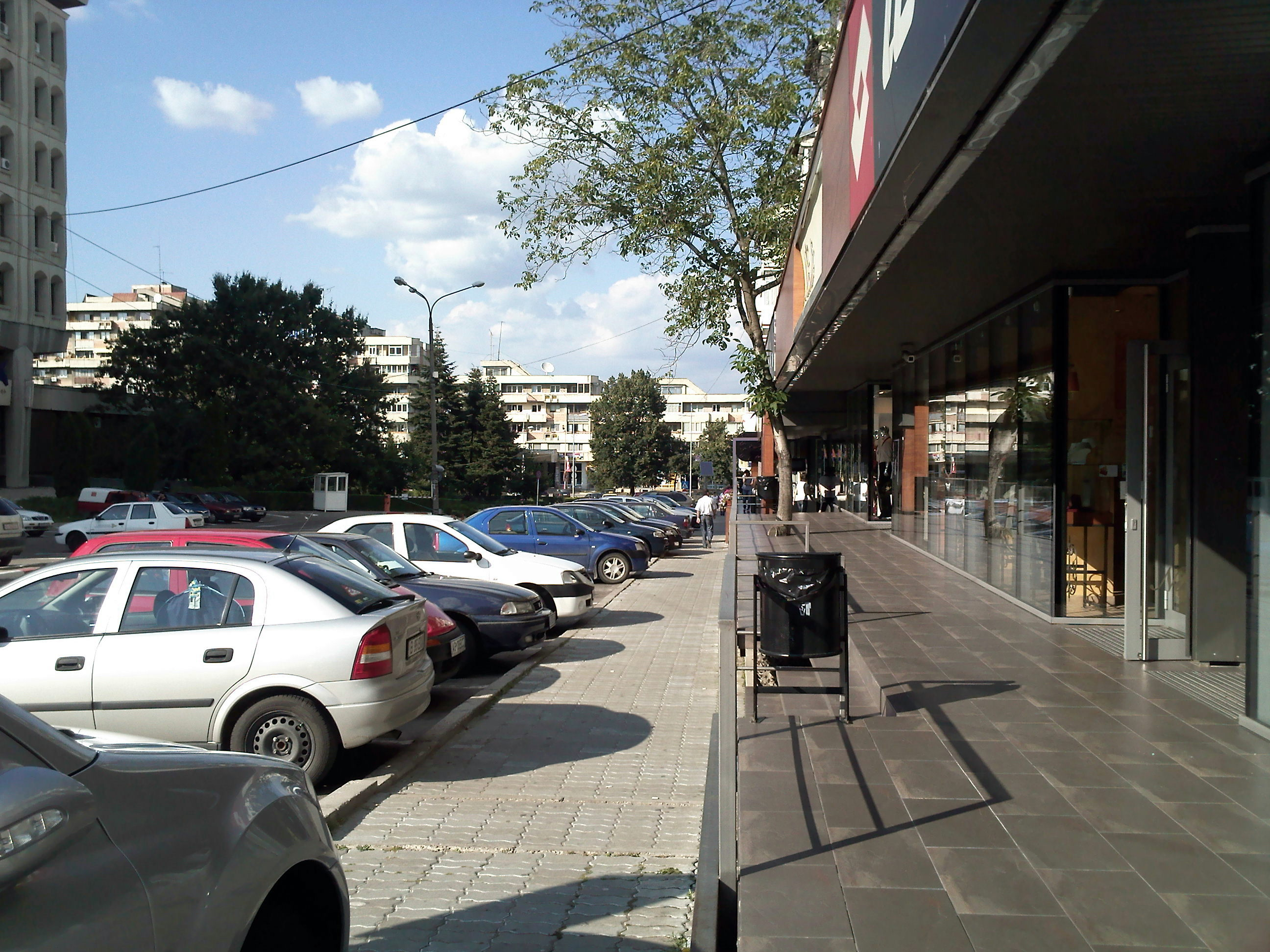
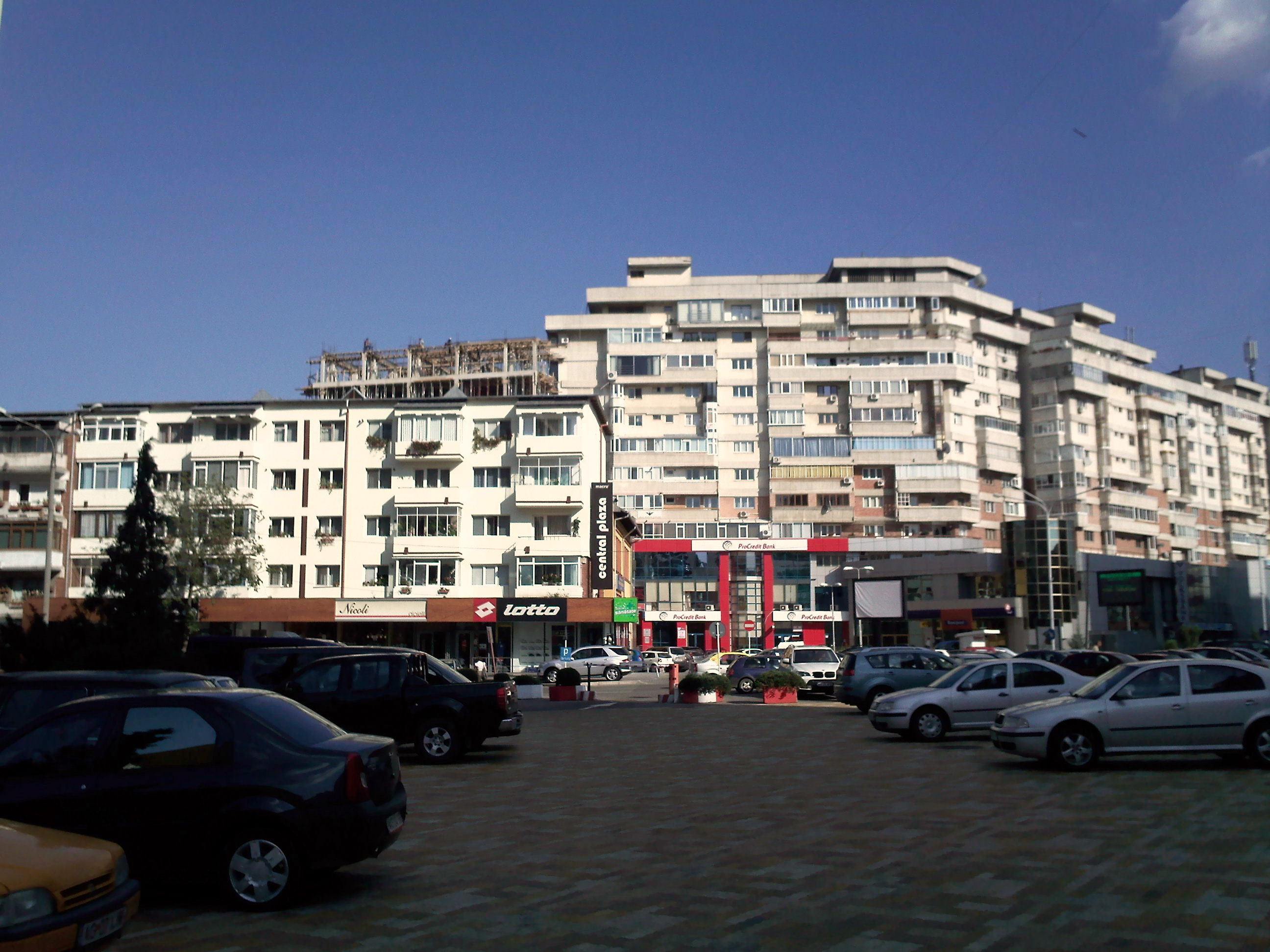
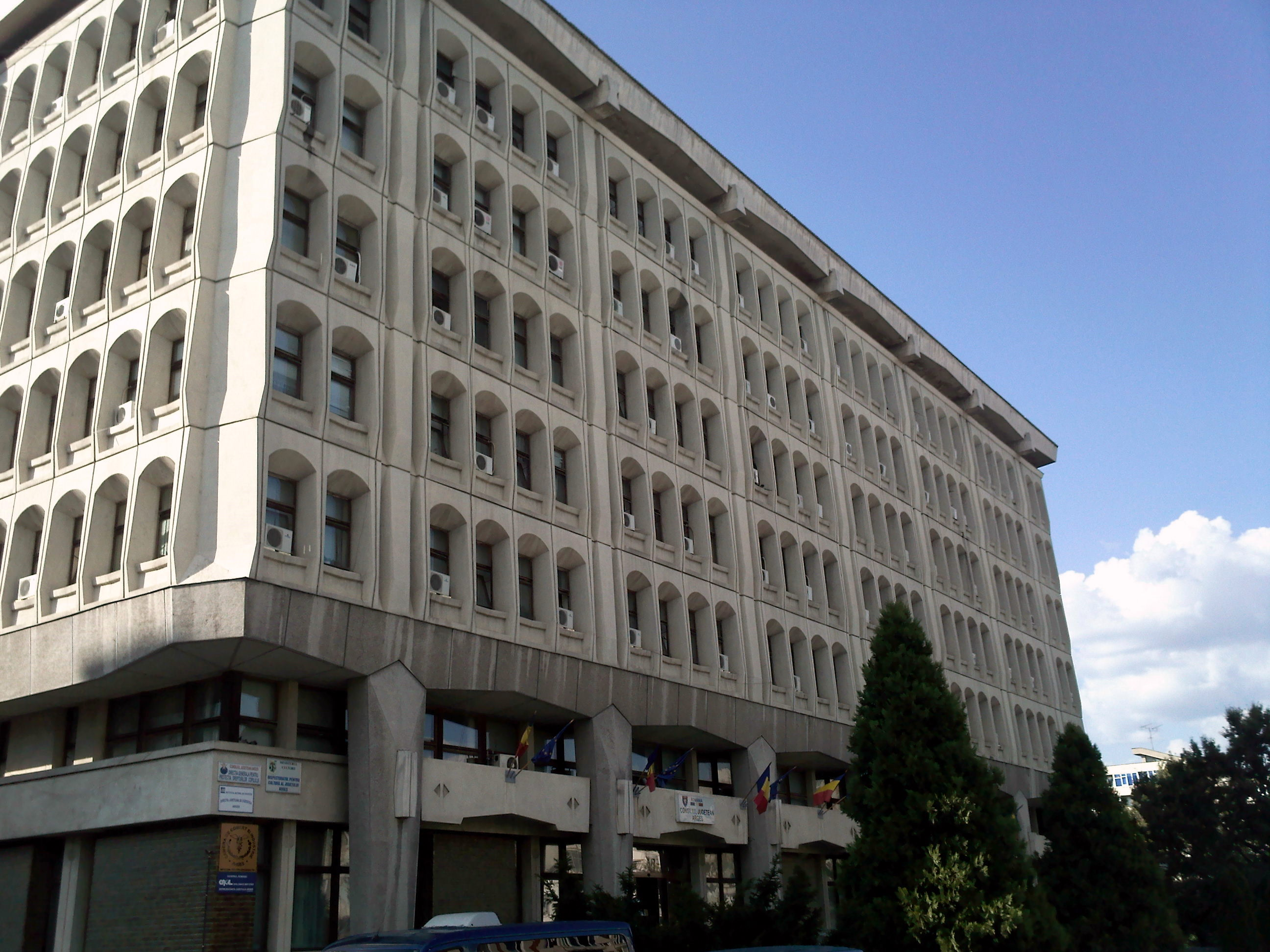
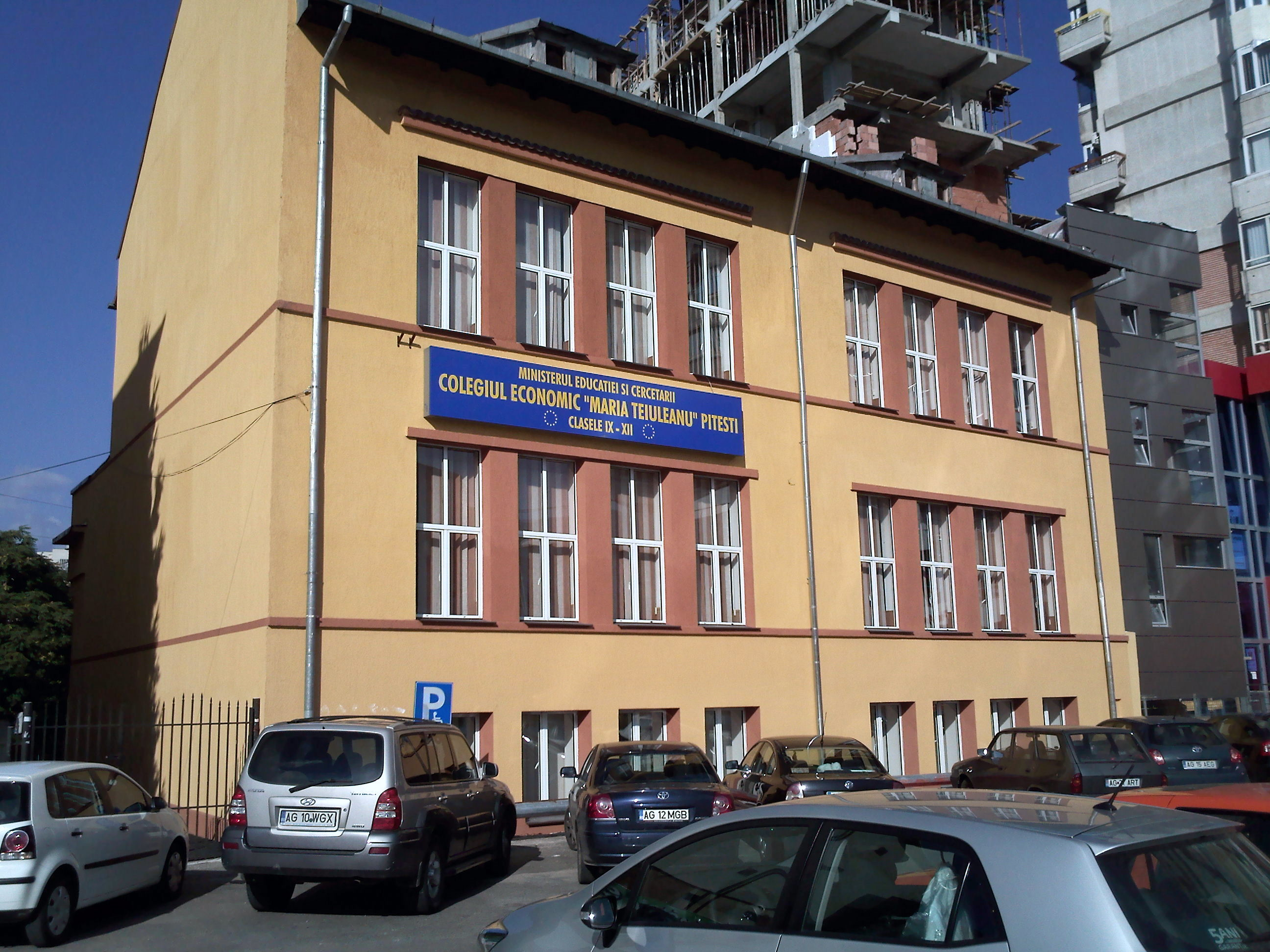
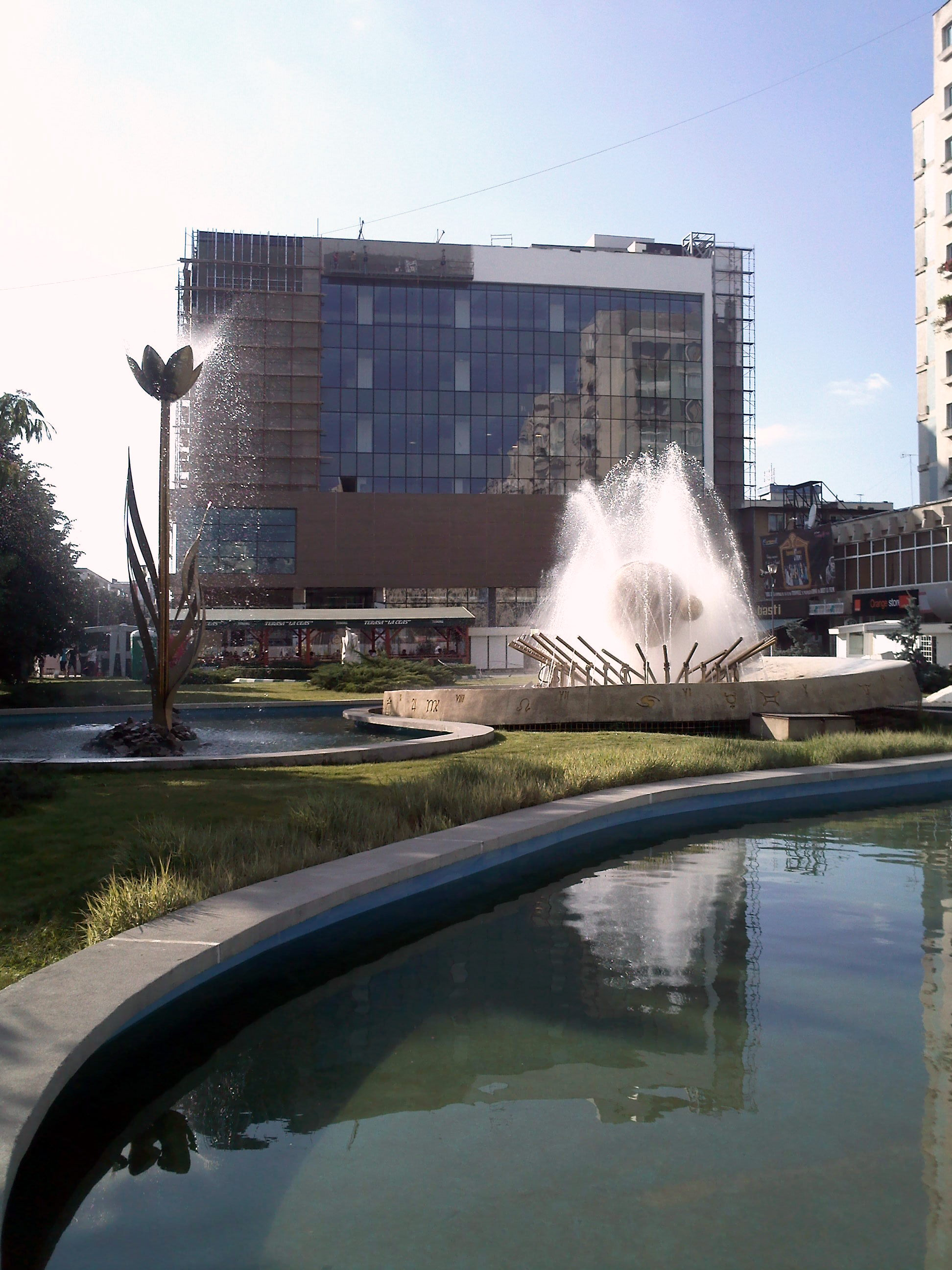
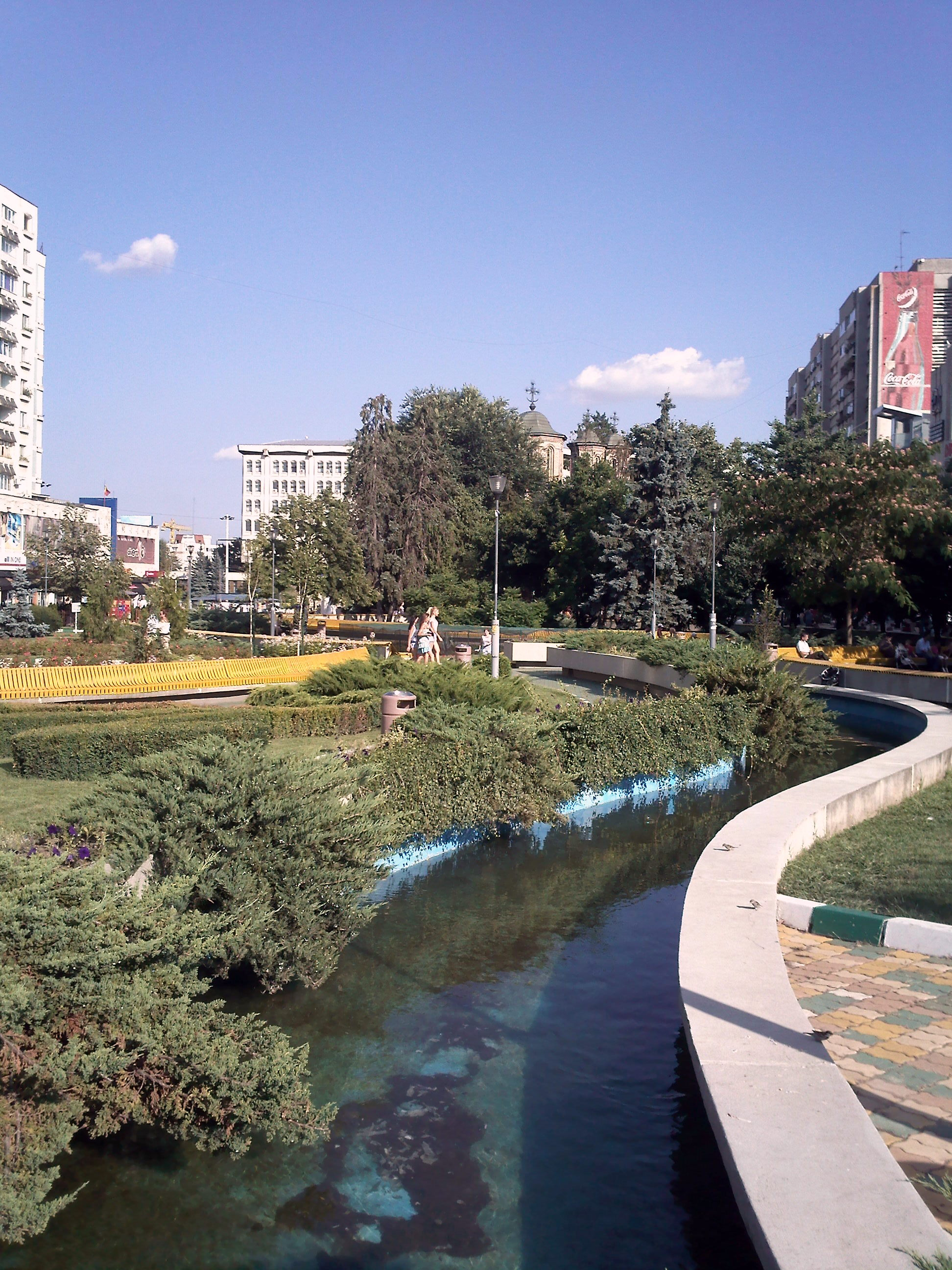
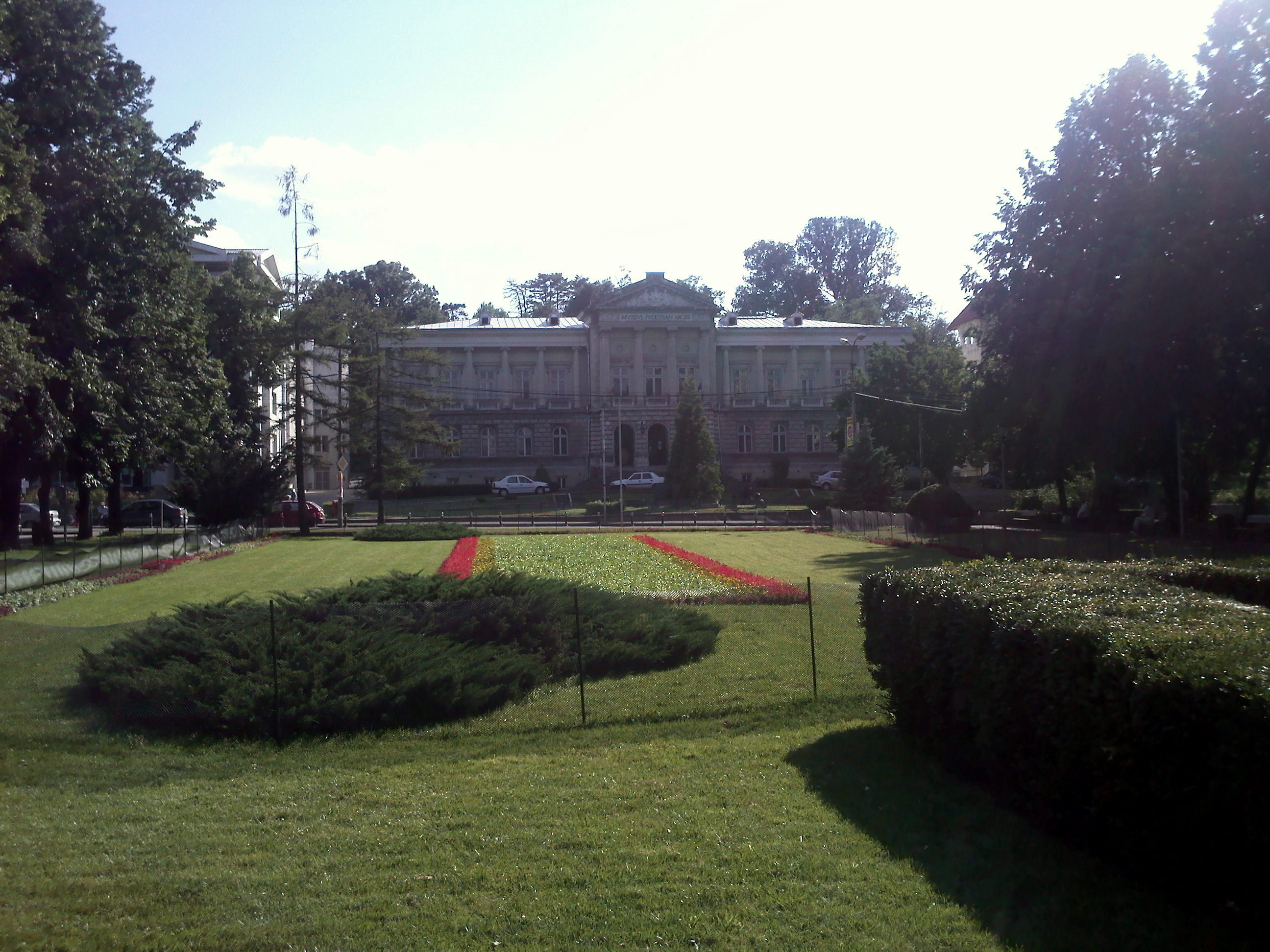
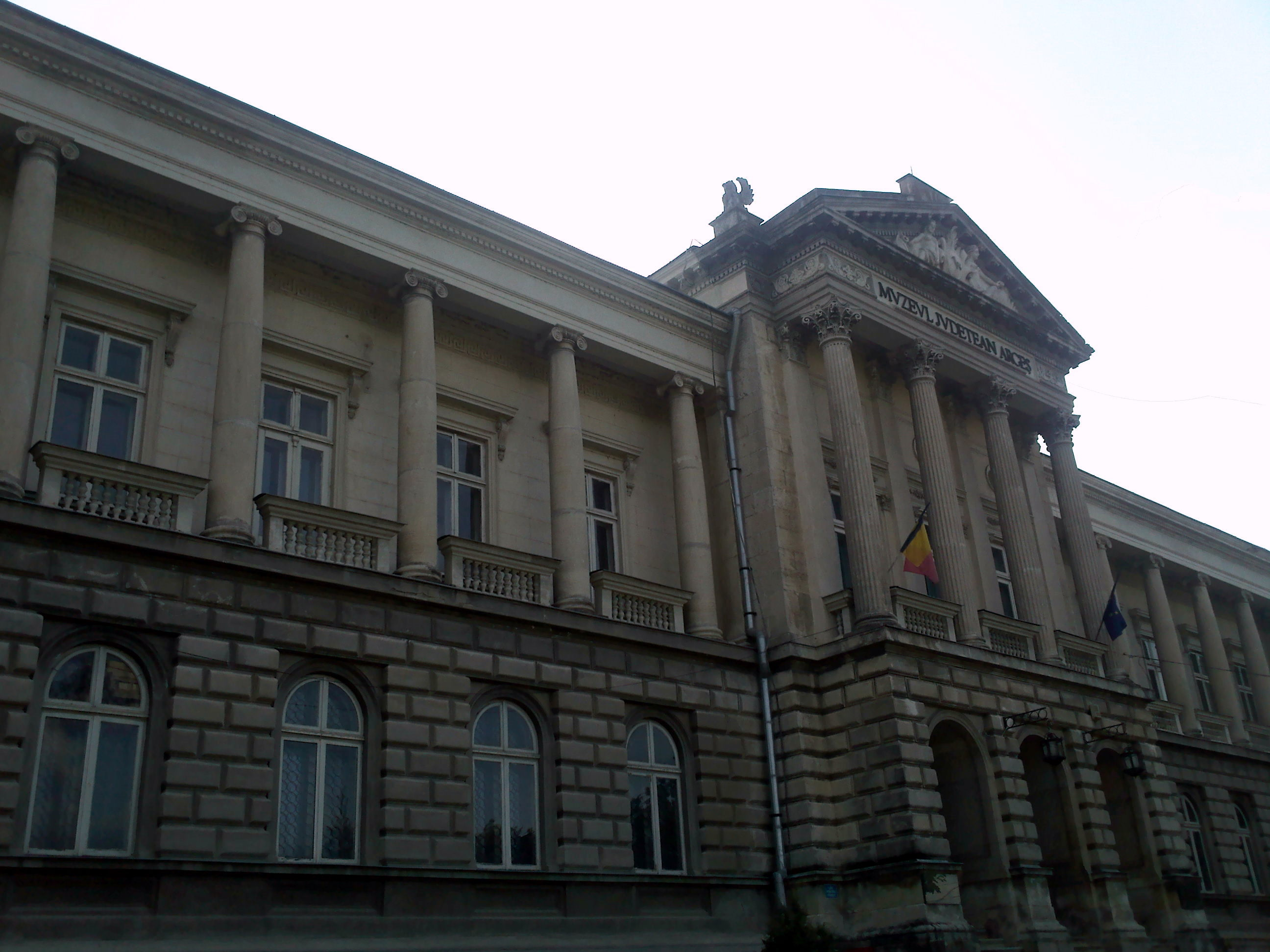

## توأمة
لبيتيشت اتفاقيات توأمة مع كل من:
- كراغوييفاتس
- كازيرتا
- سبرينغفيلد
- Borlänge Municipality [الإنجليزية]‏
- سومقاييت
- بيدغوشتش
- مونتنلوبا
- تينالو

## أعلام
- أدريان أنجور
- يون أنتونيسكو
- بوغدان ستانكو
- إيوان باربو
- ماريان أوبريا
- نيكولاي ديكا